# Ilmari Salminen
Ilmari R.Salminen (Elimäki, 21 de setembro de 1902 - Kouvola, 5 de janeiro de 1986) foi um atleta finlandês, campeão dos 10.000 m nos Jogos Olímpicos de Berlim de 1936.
É um dos maiores fundistas dos anos 1930, integrante do grupo de grandes corredores de seu país conhecido como Finlandeses Voadores.
Depois de correr longas distâncias apenas na Finlândia, Imari começou sua carreira internacional já com mais de trinta anos, vencendo os 10.000 m e conseguindo o bronze nos 5.000 m do primeiro Campeonato Europeu de Atletismo, disputado em Turim, Itália, em 1934. Com  este resultado, ele se tornou um dos principais favoritos para os Jogos de Berlim em 1936.
Em Berlim ele começou sua participação conseguindo um sexto lugar nos 5.000 m. No dia seguinte, na disputa dos 10.000 contra outros finlandeses como Volmari Iso-Hollo, bicampeão olímpico dos 3.000 com obstáculos, Salminem ganharia a prova e a medalha de ouro por apenas 0,2 s de vantagem para o segundo colocado.
No ano seguinte, Salminem quebrou o recorde mundial dos 10.000 m marcando 30m05s para a distância e da prova não-olímpica de seis milhas. Ele encerrou sua carreira em 1939 após conquistar no ano anterior o bicampeonato dos 10.000 m no Campeonato Europeu de Atletismo.
Foi recordista mundial dos 10000 metros entre 1937 e 1938.